# Староселье (Брянский район)
Староселье — деревня в Брянском районе Брянской области, в составе Отрадненского сельского поселения. Расположена в 4 км к юго-западу от села Отрадное, в 4 км к востоку от села Глинищево. Население — 407 человек (2010).

## История
Впервые упоминается в конце XVI века как владение В. Алымова и Л. Мачехина. С начала XVII века по 1764 — владение Свенского монастыря, позднее «экономическое» селение. Входила в приход села Елисеевичей, с 1820 — села Хотылёва.
В XVII—XVIII вв. относилась к Подгородному стану Брянского уезда; в середине XIX века входила в «экономическую» Супоневскую волость; с 1861 по 1924 год — в Госамской волости (с 1921 — в составе Бежицкого уезда). В 1924—1929 гг. в Бежицкой волости; с 1929 года в Брянском районе. С 1920-х гг. до 1982 года — в составе Хотылёвского сельсовета.